# Ziua Mondială a Donatorului de Sânge
În fiecare an la data de 14 iunie se celebrează în întreaga lume Ziua Mondială a Donatorului de Sânge (engleză: World Blood Donor Day), prilej pentru a crește gradul de conștientizare asupra necesității condițiilor de siguranță în donarea de sânge și a mulțumi donatorilor voluntari de sânge pentru gestul lor de a salva vieți fără a aștepta o recompensă în schimb. Prima Zi mondială a donatorului de sânge s-a sărbătorit în 2004 la Johannesburg, Africa de Sud.
Ziua mondială a donatorilor de sânge este una dintre cele opt campanii oficiale de sănătate publică, marcate de Organizația Mondială a Sănătății, împreună cu Ziua Mondială a Sănătății, Ziua Mondială a Tuberculozei, Săptămâna Mondială a Imunizării, Ziua mondială fără tutun, Ziua mondială a malariei, Ziua Mondială a Hepatitei și Ziua mondială de combatere a SIDA.
Această zi a fost înființată în urma succesului de care s-a bucurat Ziua Mondială a Sănătății din anul 2000, ce a avut ca temă importanța donării de sânge și s-a desfășurat sub sloganul "Sângele salvează vieți". Evenimentul din 14 iunie nu are ca scop înlocuirea altor evenimente precum zilele naționale de donare de sânge.
Această zi a fost aleasă de Organizația Mondială a Sănătății (OMS) ca un omagiu, în amintirea imunologului austriac Karl Landsteiner, laureat al premiului Nobel pentru medicină în anul 1930 pentru descoperirea grupelor de sânge AB0. Născut acum 148 de ani, pe 14 iunie, datorită lui, transfuziile de sânge au devenit astăzi proceduri de rutină medicală.
Cu toate că scopul acestei zile este de a crește gradul de conștientizare asupra importanței donării de sânge și de a încuraja cât mai mulți oameni să doneze, obiectivul zilei este nu neapărat de a atrage un număr mare de donatori în acea zi, cât de a-i sărbători pe cei care donează sânge în mod voluntar, fără vreo recompensă, decât aceea că au ajutat la salvarea a milioane de vieți.